# Habenaria halata
Habenaria halata är en orkidéart som beskrevs av David Lloyd Jones. Habenaria halata ingår i släktet Habenaria och familjen orkidéer.
Artens utbredningsområde är Northern Territory, Australien. Inga underarter finns listade i Catalogue of Life.